# Supta Virásana

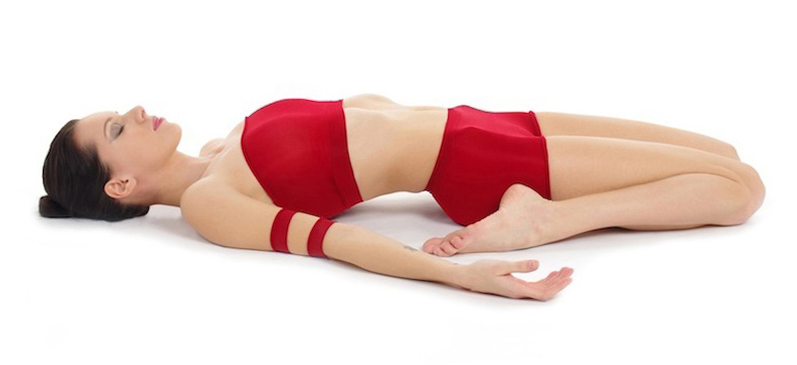
Supta virásana

Supta Virásana neboli „ležící hrdina“ (सुप्तवीरासन) je jednou z ásan.

## Etymologie
Název pochází ze sanskrtského slova supta (सुप्त) ležící a asana (आसन) posed/pozice.[zdroj⁠?!]

## Popis
- vstupní pozicí je virásana, zhluboka nadechnout
- pomalý záklon vzad až jsou lokty na zemi, ruce na nárty nohou
- úchyt kotníků, záklon až se temeno hlavy dotkne země, položení na záda
- dlaně směřují vzhůru, výstup z pozice přes lokty na zemi do virasány, nejprve kolena od sebe